# مأمون بك بن بيكه بك
مأمون بك بن بيكة بك هو أمير كردي أردلاني، من أسرة كانت تحكم إقليم شهرزور، سكن في بغداد، ونشأ فيها نشأة عثمانية وتعلّمَ تعلّماً جيداً، ثم التحق بفرقة عسكرية، وعيّنه سليمان القانوني محافظاً(1) لكركوك، ثم عُيّنَ والياً عليها سنة 963 الهجرية الموافقة لسنة 1555 الميلادية، وتآمرَ عليه أمراء مناطق مجاورة فسُجنَ في قلعة العمادية، ثم أُخرجَ من السجن وبُعثَ إلى أسطنبول حيث أُوسدت إليه مناصب إدارية، منها منصب أمير لواء الحلّة في وسط العراق، وكان أبو مأمونٍ قد تابعَ العثمانيين في أثناء حروبهم مع الصفويين.

## تاريخ بغداد
ألف مأمون بك كتابه تاريخ بغداد، بلغة تركية، وهو كتاب كالمذكرات، شرعَ فيه سنة 963 الهجرية، احتوى الكتاب على نسب مأمون بك وأسرته، وتأريخ بدء موالاة الأمراء المحليين للدولة العثمانية الحديثة العهد في العراق، بدأً بحوادث الكتاب من دخول السلطان سليمان القانوني إلى بغداد سنة 941 هـ/1538م، حتى سنة  985 هـ/1577م، وفيه تفصيل لشيء من تأريخ التحارب بين الدولة العثمانية والدولة الصفوية، وذكرَ مأمون بك أعماله في تلك الفترة، والمصاعب التي اعترضته، نشرَ الكتابَ الباحثُ التركيُّ عصمت بارماقسر أوغلو في مجلة بولتين سنة 1973 من نسخة خطية لمأمون بك،  وترجمه إلى العربية محمج جميل وشكور مصطفى، وأصدرته الهيئة الكردية بالمجمع العلمي العراقي سنة 1980، وعنوانها (مذكرات مأمون بك بين بيك بك).

## الهوامش
- «1»:قال عماد عبد السلام رؤوف "المحافظة وظيفة عسكرية".